# اینترویل (نیوهمپشایر)
اینترویل (به انگلیسی: Intervale) یک منطقهٔ مسکونی در ایالات متحده آمریکا است که در شهرستان کارول، نیوهمپشایر واقع شده‌است. اینترویل ۱۶۸٫۸۶ متر بالاتر از سطح دریا واقع شده‌است.